# Nikolái Leónov
Nikolái Serguéyevich Leónov también conocido como Nikolái Serguéyevich o Serguéyevich Leónov (en ruso: Никола́й Серге́евич Лео́нов, Unión Soviética, 22 de agosto de 1928 - 27 de abril de 2022) fue un antiguo oficial superior del KGB (Comité de Seguridad del Estado soviético), durante la pasada Guerra Fría especializado en el estudio de América Latina desde una perspectiva marxista. Después de la desintegración de la Unión Soviética se desempeñó como un político nacionalista ruso.

## Primeros años y acercamiento a la Cuba castrista
En 1953, a los solo veinticinco años de edad, fue enviado a la Ciudad de México, donde comenzó a aprender español en la Universidad Autónoma (UNAM). Durante el viaje por mar, se encontró por primera vez con el cubano Raúl Castro, hermano de quien seis años después sería el líder de la Revolución cubana. Raúl se encontraba regresando de un festival juvenil europeo. Al arribar a la capital azteca, Leónov comenzó a desempeñar un puesto de baja jerarquía en la embajada soviética en México. En 1955, Leónov se encontró por primera vez con el argentino Che Guevara, a través de Raúl Castro. Leónov violó los protocolos de la embajada soviética, al visitar personalmente a un “Che” Guevara que estaba muy interesado por la vida en la URSS, a la cual idealizaba por momentos. Luego de haber respondido las preguntas formuladas por el argentino, Leónov le otorgó algunos libros de literatura soviética. No del todo conforme y queriendo aún más, Guevara solicitó tres libros específicos adicionales. Cuando éste fue a la embajada a retirarlos, ambos hombres intercambiarían aún más palabras, aunque de hecho se trataría de la última vez que hablarían en México.
Cuando regresó a Moscú en noviembre de 1956, fue momentáneamente dado de baja del servicio diplomático de la Unión Soviética y, decidido a seguir una carrera como historiador especializado en América Latina, comenzó a trabajar como traductor de la rama en idioma español de la Editorial Progreso, dedicada a la difusión propagandística del marxismo-leninismo según la ortodoxia ideológica oficial soviética.
A fines del verano boreal de 1958, fue invitado a incorporarse a las filas del entonces relativamente nuevo KGB, el Comité de Seguridad del Estado soviético, para lo cual el 1 de septiembre comenzó a realizar un curso de entrenamiento en misiones de inteligencia que duraría dos años. No obstante, este último sería interrumpido –según el mismo comentaría más tarde– por el triunfo de la Revolución cubana y las interesantes perspectivas político-ideológicas que esta eventualmente desencadenaría a favor de la Unión Soviética.
En octubre de 1959, sus superiores le ordenaron abandonar sus estudios para acompañar al entonces vice premier soviético Anastás Mikoyán a México. En febrero de 1960, Leónov acompañaría a Mikoyán en su viaje a La Habana. A poco más de un año del triunfo de la Revolución cubana, éste sería el primer encuentro oficial entre el joven gobierno de Fidel Castro con el del dirigente Nikita Jrushchov. En la capital cubana tuvo un renovado contacto con el Che, a quien en esta oportunidad le regaló una pistola para tiradores profesionales, según le mencionó “en representación del pueblo soviético”.
Durante esos primeros años de la década de 1960, Leónov prestó servicios como agente “legal” del KGB en México, es decir, operando bajo la protección de la cobertura diplomática de la embajada de la URSS.
Durante la denominada crisis de los misiles cubanos de octubre de 1962, recibió informes regulares provenientes de sus agentes de campo en el estado de la Florida, respecto de los preparativos militares estadounidenses respecto de una eventual intento de invasión masiva de Cuba. A partir de la información de inteligencia suministrada por aquellos, llegó a sentirse seguro de que no era muy probable que se llegase al extremo de un intercambio misilístico nuclear entre los Estados Unidos y la Unión Soviética (el cual, por otro lado, hubiese sido más devastador para la URSS, debido a la entonces supremacía estratégica estadounidense del orden 8:1 en el número de ojivas o cabezas atómicas).
Su fluidez en español le permitió ser el intérprete entre Fidel Castro y su anfitrión Nikita Jrushchov, cuando el líder supremo cubano efectuó una visita oficial a la URSS en 1963. Con posterioridad, trabajó siguiendo muy de cerca los acontecimientos en América Latina, y en particular en el Cono Sur tras el golpe contra Salvador Allende.

## Regreso a la URSS
En 1968, ya durante el régimen de Leonid Brézhnev, fue llamado de regreso a Moscú, donde comenzaría a desempeñar funciones como analista superior de inteligencia. Sus fuertes vínculos con líderes de la izquierda latinoamericana lo colocaban en una posición de privilegio para incidir en las decisiones del KGB y del Estado soviético.
Un informe compilado por su oficina de inteligencia en 1975, reconocía algunos peligros crecientes en términos geopolíticos contra la gran esfera de influencia de la Unión Soviética, argumentando que, en sintonía con el también extendido Imperio británico que la había precedido, la URSS limitaría el compromiso de sus recursos a algunas pocas áreas estratégicas claves -como Europa Oriental- en la que su poderío político-militar pudiese ser aplicado de forma más directa que en las regiones periféricas a ella.
El informe en cuestión sugería que la URSS debía hacer pie en la península arábiga, en particular en la promarxista Yemen del Sur (la autoproclamada “República Democrática de Yemen”, la cual estaba ideológicamente enfrentada a su vecino del norte, entonces denominada República Árabe de Yemen). No obstante, el documento que hacía esta sugerencia fue regresado a la oficina de Leónov sin la firma que indicaba su aprobación oficial por parte de Andrópov.

## Envío de armamentos a los comunistas salvadoreños
En 1979, Leónov se reunió en Moscú con Schafik Hándal, secretario general del Partido Comunista Salvadoreño, quien le pidió armamentos para hacerle la guerra al gobierno de su país; la transacción fue aprobada por el Partido Comunista de la Unión de Repúblicas Socialistas Soviéticas en abril de 1980. La URSS aprobó el envío de pertrechos capturados por el Vietcong a los EE. UU. y los armamentos fueron transportados por Aeroflot de Hanói a Cuba.  Tras un trasiego vía Nicaragua, unas 70 toneladas de armamentos llegaron a manos de los comunistas salvadoreños, quienes condujeron una sangrienta guerra.

## Injerencia en el movimiento sindical polaco
A fines de la década de 1970 y comienzos de la de 1980, viajó frecuentemente a Polonia, para evaluar personalmente y de primera mano la difícil situación allí, en tiempos del surgimiento del primer sindicato independiente del país, el entonces muy combativo Solidarność (“Solidaridad”). Se llegaría a comentar que, durante el transcurso de una acalorada discusión, Leónov le habría dicho al entonces director del KGB, Yuri Andrópov (quien sería el líder soviético entre fines de 1982 y su muerte en 1984) que las perspectivas del socialismo polaco se veían sombrías o lúgubres (lo que, por otro lado, finalmente terminó sucediendo).
Entre 1983 y enero de 1991, ya en los últimos días de la Unión Soviética, Leónov fue el subjefe del Primer Directorio del KGB, el segundo puesto en importancia dentro toda la estructura del organismo de seguridad soviético. Previamente había sido el subdirector del Departamento de Análisis e Información del KGB (entre 1973 y 1982) y antes que eso, había ocupado el mismo rango, pero dentro del Departamento Latinoamericano (entre 1968 y 1972). Según algunos informes, su trabajo en el Departamento Latinoamericano incluyó el servicio de varios agentes encubiertos del KGB en Argentina, Perú y Venezuela. 
Leónov posee un doctorado en historia latinoamericana, otorgado por la antigua Academia de Ciencias de la Unión Soviética, y es autor del libro “Ensayos sobre la historia contemporánea de América Central”, publicado en Moscú durante 1973. Doce años después, en 1985 -el mismo decisivo año de la asunción de Mijaíl Gorbachov como secretario general del PCUS- Leónov publicó sus memorias, bajo el sugestivo título de “Tiempos difíciles”.

## Vida en la Rusia actual
Por lo menos hasta 1998 seguía siendo profesor en el Instituto de Relaciones Internacionales de Moscú.
En diciembre de 2003, a los 74 años de edad, Leónov fue elegido a la Duma Estatal, la cámara baja del Parlamento (denominado más formalmente Asamblea Federal de Rusia), como miembro del partido nacionalista ruso Ródina. Se sentía estrechamente identificado con el gobierno de Vladímir Putin, en su momento subordinado suyo dentro del KGB, de quien fue amigo y mentor. Putin sería primer mandatario de Rusia desde el 31 de diciembre de 1999, excepto el período de la presidencia de Dmitri Medvédev, durante el cual fue primer ministro.

## Obras
- «La lucha de la Iglesia con el Estado en México», 1965.
- «Очерки новой и новейшей истории стран Центральной Америки» (Ócherki nóvoy i novéyshey istorii stran Tsentrálnoy Amériki, "Ensayos sobre la Historia Moderna y Contemporánea de América Central"), 1975.
- «Омар Торрихос: Я не хочу войти в историю, я хочу войти в зону канала» (Omar Torrijos: Ya nie jochú voytí v istóriu, ya jochú voytí v Zonu Kanala, "Omar Torrijos: Yo no quiero pasar a la historia, quiero entrar en la Zona del Canal"), 1990.
- «Лихолетье» (Likholetie o Lijoletie, "Tiempos difíciles"), 1994.
- «Фидель Кастро: политическая биография» (Fidel Kastro: politícheskaya biográfiya, "Fidel Castro: biografía política"), 1998-1999, coescrito junto a V.A. Borodáev.
- «Крестный путь России» (Krestny put Rossii. 1991—2000 годы, "Camino de la Cruz en Rusia. Los años 1991-2000"), 2002.
- «Закат или рассвет? Россия: 2000—2008» (Zakat ili rassvet? Rossiya: 2000-2008, "¿Puesta de sol o amanecer? Rusia: 2000-2008"), 2008.